# Transoxiana
Transoxiana (talvolta Transoxania) è il nome con cui si indicavano nell'antichità le regioni centro-asiatiche che si estendono a nord della regione persiana del Khorāsān e del fiume Oxus (oggi Amu Daria), attualmente coincidenti in gran parte con l'Uzbekistan, il Tagikistan e le regioni sud-occidentali del Kazakistan.
Gli arabi musulmani e quanti si espressero con la loro lingua chiamarono tale ampia area — che per molto tempo non fece parte della Dār al-Islām — Mā warā‘ al-nahr (in arabo ما وراء النهر‎?, "Ciò che è dietro il fiume"). 

## Storia
Fu in questa eterogenea regione — in cui confluivano elementi persiani, corasmi, del Farghāna, turchi, sogdiani, cinesi, mongoli, tibetani e persino coreani — che in età abbaside fiorirono le importanti città di Bukhārā e di Samarcanda (poi capitale dell'Impero timuride di Tamerlano) che oggi fanno parte del moderno Uzbekistan, già parte dell'Unione Sovietica.
Il controllo della Transoxiana e del gigantesco bacino del fiume Tarim (1280 km EO × 640 km NS, nell'attuale provincia uigura del Sinkiang/Xinjiang cinese) consentiva di condizionare l'importante via della seta che muoveva dalle contrade della Cina in direzione delle regioni islamiche e bizantine, il massimo tramite culturale (non solo materiale) fra l'Occidente europeo e l'Estremo Oriente.